# Liste der Bürgermeister von Dirmstein

Wappen der Stadt Dirmstein

Die Liste der Bürgermeister von Dirmstein seit dem Dreißigjährigen Krieg ist noch nicht vollständig, weist aber nur wenige Lücken und Unklarheiten auf.
| Bürgermeister ab 1900 | Bürgermeister ab 1900     | Bürgermeister ab 1900 |
| Zeit                  | Bürgermeister             | Partei                |
| --------------------- | ------------------------- | --------------------- |
| 2024–0000             | Jens Schlüter             | ID                    |
| 2009–2024             | Bernd Eberle              | FWG                   |
| 2004–2009             | Jürgen Schwerdt           | CDU                   |
| 1994–2004             | Werner Sauer              | CDU                   |
| 1986–1994             | Friedrich Raster          | SPD                   |
| 1964–1986             | Erich Otto                | FWG                   |
| 0000–1964             | Philipp Hartmüller        |                       |
|                       | David Fischer             |                       |
| um 1950               | Roland Bengel             |                       |
| 1945                  | Mattern                   |                       |
| 1943–1945             | Philipp Neuschäfer        | NSDAP                 |
| 1941–1943             | Karl Schlösser            | NSDAP                 |
| 1937–1941             | Heinrich Körber           | NSDAP                 |
| 1933–1937             | Johann (Hans) Karl Becker | NSDAP                 |
| 1924–1931             | Richard Römer             |                       |
| 1900–1924             | Albert Römer              |                       |

| Bürgermeister bis 1900 | Bürgermeister bis 1900      |
| Zeit                   | Bürgermeister               |
| ---------------------- | --------------------------- |
| 1894–(1900?)           | Karl Witt                   |
| 1884–1893              | Dr. med. Heinrich Bennighof |
| 1874–(1884?)           | Abraham Janson              |
| 1868–1874              | Gideon von Camuzi           |
| um 1863                | Johann Roos                 |
| um 1848                | Christian Janson            |
| um 1835/41             | Roland Stocké I.            |
| um 1833                | Hartmüller                  |
| um 1823/25             | Jacob Janson                |
| 1801–1815              | Joseph von Camuzi           |
| 1793–(1801?)           | Stephan Graeff              |
| 1792–1793              | Philipp Roos                |
| 1784–1792              | Johann Michael Graeff       |
| 0000–1782              | Johann Michael Graeff       |
| um 1772                | Christian Sartor            |
| 0000–1761              | Johann Grothe               |
| um 1749/52             | Georg Mappes                |
| um 1741                | Boetty                      |
| um 1717/37             | Andres Einsel(e)            |
| um 1671/72             | Daniel Deimel/Deimling      |
| um 1652                | Hans Conrad Winter          |